# Draft NBA Development League
Il draft NBA Development League è un evento annuale della NBA Development League nel quale le squadre possono scegliere nuovi giocatori; essi devono avere almeno diciotto anni e di solito provengono dai college, ma ora sono frequenti le scelte di giocatori internazionali.

## Le prime scelte
- 2001 -  Chris Andersen; Fayetteville Patriots
- 2002 -  Mikki Moore; Roanoke Dazzle
- 2003 -  Ken Johnson; Huntsville Flight
- 2004 -  Ricky Minard; Columbus Riverdragons
- 2005 -  Andre Barrett; Florida Flame
- 2006 -  Corsley Edwards; Anaheim Arsenal
- 2007 -  Eddie Gill; Colorado 14ers
- 2008 -  Chris Richard; Tulsa 66ers
- 2009 -  Carlos Powell; Albuquerque Thunderbirds
- 2010 -  Nick Fazekas; Reno Bighorns
- 2011 -  Jamaal Tinsley; Los Angeles D-Fenders
- 2012 -  JaJuan Johnson; Fort Wayne Mad Ants
- 2013 -  Grant Jerrett; Tulsa 66ers
- 2014 -  Robert Covington; Grand Rapids Drive
- 2015 -  Jeff Ayres; Idaho Stampede
- 2016 -  Anthony Brown; Erie BayHawks
- 2017 -  Eric Stuteville; Northern Arizona Suns